# Merci, Mesdames les p...
Pour plus de détails, voir Fiche technique et Distribution.
Merci, Mesdames les p... (Grazie signore p...) est une comédie italienne réalisée par Renato Savino et sortie en 1972.

## Synopsis
Le jeune Marco, qui fuit les femmes à cause du comportement de sa mère (elle enchaîne les amants pour surmonter le traumatisme d'un veuvage précoce), est séduit par Anna et Eva, deux Milanaises entreprenantes. Par un accident banal, résultat d'un « jeu » avec les filles, Marco fait tomber sa mère, qui se cogne la tête : l'accident la rend à nouveau « normale » et Marco n'a qu'à remercier Anna et Eva pour ce qui s'est passé.

## Fiche technique
- Titre français : Merci, Mesdames les p... ou Orgies, Mesdames les p...[1]
- Titre original italien : Grazie signore p...[2]
- Réalisation : Renato Savino
- Scenario : Renato Savino
- Photographie : Silvio Fraschetti
- Montage : Roberto Colangeli
- Musique : Giancarlo Chiaramello
- Décors : Mario Giorsi
- Production : Renato Savino
- Société de production : Falcon International Film
- Pays de production :  Italie
- Langue originale : Italien
- Format : Couleurs - 2,35:1 - Son mono
- Durée : 85 minutes
- Genre : Comédie
- Dates de sortie :
  - Italie : 11 mars 1972
  - France : 13 octobre 1976

## Distribution
- Hiram Keller : Marco Rossetti
- Ida Galli (sous le nom d'« Evelyn Stewart ») : Anna Maino
- Antonia Santilli : Eva
- Umberto Di Grazia : Mimì
- Virginia Rodin : la mère de Marco
- Giancarlo Del Brocco
- Paolo Borselli